# Dunajovická hora
Dunajovická hora (500 m n. m.) je návrší nad Dunajovicemi, 6 km severovýchodně od Lišova, 6 km severozápadně od Třeboně.

## Geomorfologie a geologie
Geomorfologicky náleží do celku Třeboňská pánev, podcelku Lišovský práh, okrsku Dobrovodská pahorkatina a podokrsku Štěpánovická pahorkatina. V lese se nachází opuštěný lom, který je částečně zatopený.

## Výhled
Z Dunajovické hory je daleký výhled na Třeboňskou pánev, severně k Veselí nad Lužnicí, k Soběslavi, Táboru, severovýchodně na hrad Choustník, k východu přes rybníky Kaňov a Rožmberk na Českomoravskou vrchovinu. Za první republiky tam byla postavena i rozhledna, která však za války zanikla.

## Poutě
Na úpatí hory se nalézá poutní kaple sv. Kříže, u které začíná i končí Křížová cesta z roku 1885. Obsahuje čtrnáct zastavení s výklenkovými kaplemi (s nikou a obrazem) a okruh měří 1300 m. Každoročně na Seslání Ducha svatého se zde slouží mše svatá a slaví se pouť. Na hoře se kromě kaplí křížové cesty nachází i jedna další výklenková kaplička (Panny Marie Sněžné).